# Rumänische Eishockeyliga 2003/04
Die Saison 2003/04 war die 74. Spielzeit der rumänischen Eishockeyliga, der höchsten rumänischen Eishockeyspielklasse. Meister wurde zum insgesamt achten Mal in der Vereinsgeschichte der SC Miercurea Ciuc.

## Modus
In der Hauptrunde absolvierte jede der fünf Mannschaften insgesamt 24 Spiele. Die beiden Erstplatzierten qualifizierten sich für das Meisterschaftsfinale. Für einen Sieg erhielt jede Mannschaft zwei Punkte, bei einem Unentschieden gab es einen Punkt und bei einer Niederlage null Punkte.

## Hauptrunde

### Tabelle
|    | Klub                        | Sp | S  | U | N  | T   | GT  | Punkte |
| -- | --------------------------- | -- | -- | - | -- | --- | --- | ------ |
| 1. | Steaua Bukarest             | 24 | 21 | 2 | 1  | 220 | 58  | 44     |
| 2. | SC Miercurea Ciuc           | 24 | 17 | 3 | 4  | 148 | 59  | 37     |
| 3. | Dinamo Bukarest             | 24 | 10 | 2 | 12 | 90  | 112 | 22     |
| 4. | Progym Gheorgheni           | 24 | 8  | 1 | 15 | 95  | 124 | 17     |
| 5. | Sportul Studențesc Bukarest | 24 | 0  | 0 | 24 | 37  | 237 | 0      |

Sp = Spiele, S = Siege, U = Unentschieden, N = Niederlagen

## Meisterschaftsfinale
- Steaua Bukarest – SC Miercurea Ciuc 0:3 (3:5, 2:5, 1:6)